# Place Henriette Brenu
La place Henriette Brenu est une place liégeoise du quartier administratif du Longdoz.

## Odonymie
Elle est dédiée à Henriette Brenu (1900 - 1994), artiste liégeoise de théâtre.

## Description
Elle est à l'origine l'esplanade sans nom du bâtiment principal de la gare de Liège-Longdoz sur la rue Grétry, où s'arrêtent les carrosses, puis les automobiles et le tram. Lorsque la gare est détruite en 1969 pour laisser la place au Centre Longdoz, la place est baptisée « place du Longdoz ». Elle obtient son nom actuel lorsque le Centre Longdoz est incorporé à la Médiacité en 2009.

## Voies adjacentes
- rue Grétry